# Miksolimnion
Miksolimnion – w jeziorach meromiktycznych górna, powierzchniowa warstwa wody, położona nad monimolimnionem, oddzielona od niego chemokliną. Wody tej warstwy mają mniejsza gęstość niż wody monimolimnionu, co wynika z mniejszej zawartości rozpuszczonych soli mineralnych lub wyższej temperatury, i mogą ulegać swobodnemu mieszaniu w obrębie tej warstwy, nie mieszając się z wodami monimolimnionu. Miąższość miksolimnionu jest niewielka, zwykle nie przekracza kilku-kilkunastu metrów.